# Король (роман)
Король (пол. Król) - роман Щепана Твардоха 2016 року, дія якого відбувається у Варшаві у міжвоєнний період (1918—1939 роки). Головний герой — Якуб Шапіро, єврейський боксер і гангстер.
18 травня 2018 року в Польському театрі у Варшаві відбулася прем'єра вистави «Король» (Król) за романом у постановці Моніки Стрженпки (Monika Strzępka).
6 листопада 2020 року відбулася прем'єра однойменного серіалу режисера Яна П.Матушинського (Jan P.Matuszyński), створений на замовлення Canal+.
У 2018 році вийшло продовження книги під назвою Королівство.